# La guitarra flamenca de Yerai Cortés
La guitarra flamenca de Yerai Cortés es una película documental española de 2024, dirigida por el cantante Antón Álvarez en su debut como director. Está protagonizada por el guitarrista flamenco Yerai Cortés. Se estrenó en el Festival Internacional de Cine de San Sebastián el 20 de septiembre de 2024, y en cines españoles el 20 de diciembre de 2024, con distribución de A Contracorriente Films.Ganadora del Premio Goya Mejor película documental 2025. 

## Sinopsis
Cuando Antón Álvarez conoce a Yerai Cortés, queda fascinado por su talento e intrigado por su historia familiar. Yerai, una figura inusual en el flamenco, respetado tanto por los gitanos más tradicionalistas como por los artistas vanguardistas de la nueva ola, decide emprender un viaje junto a Antón para grabar un disco. Las canciones, marcadas por una gran pena, llevan a Yerai a confrontar su pasado y a explorar un secreto familiar en un intento de redimir su relación con sus padres.

## Producción
La película es la ópera prima de Antón Álvarez como director. Producida por Little Spain, cuenta con la participación de Yerai Cortés en música, junto a Antón Álvarez y Harto Rodríguez. La dirección de fotografía fue de Diego Trenas, Uri Barcelona, Arnau Valls, Nauzet Gaspar y Álvar Riu.

## Estreno y recepción
"La guitarra flamenca de Yerai Cortés" fue proyectada por primera vez en la sección "New Directors" del Festival Internacional de Cine de San Sebastián el 20 de septiembre de 2024. Su estreno en cines de España tuvo lugar el 20 de diciembre de 2024, con distribución de A Contracorriente Films.
La película ha recibido críticas positivas por parte de la prensa especializada.

## Música
La banda sonora de la película fue compuesta por Yerai Cortés, Antón Álvarez y Harto Rodríguez, integrando elementos tradicionales del flamenco con sonidos contemporáneos.

## Premios
XXXIX edición de los Premios Goya
| Categoría                 | Receptor(es)                                               | Resultado |
| ------------------------- | ---------------------------------------------------------- | --------- |
| Mejor película documental | Mejor película documental                                  | Ganadora  |
| Mejor canción original    | Yerai Cortés, La Tania y Antón Álvarez por «Los almendros» | Ganadores |

80.ª edición de las Medallas del Círculo de Escritores Cinematográficos
| Categoría                     | Premiado                      | Resultado |
| ----------------------------- | ----------------------------- | --------- |
| Mejor largometraje documental | Mejor largometraje documental | Ganador   |
| Mejor director novel          | Antón Álvarez                 | Nominado  |
| Mejor música                  | Antón Álvarez Yerai Cortés    | Ganadores |